# Александър от Коринт
Александър от Коринт (на гръцки: Ἀλέξανδρος, Alexandros; † 245 пр.н.е.) е македонски военачалник и управител на Коринт от средата на III в. пр. н. е.
Александър е син и наследник на Кратер от Коринт, който умира ок. 263 пр.н.е., вероятно в боевете на Хремонидовата война. Той е подчинен на своя чичо цар Антигон II Гонат. През 253/252 пр.н.е. той се освобождава от македонското главно ръководство и води война с чичо си, на когото може да вземе също Евбея. Александър взема титлата василевс (цар).
През 245 пр.н.е. Александър умира, вероятно отровен от Антигон II Гонат.
Александър се жени през 260 пр.н.е. за Никая, която Антигон II Гонат омъжва след смъртта му ок. 245 пр.н.е. за своя син и престолонаследник Деметрий II Македонски. Така Коринт отново е към Македония, но още през 243 пр.н.е. градът е завладян от Ахейския съюз под Арат от Сикион.